# Giải vô địch bóng đá Nam Mỹ 1924
Giải vô địch bóng đá Nam Mỹ 1924 là giải vô địch bóng đá Nam Mỹ lần thứ tám, diễn ra ở Montevideo, Uruguay từ 12 tháng 10 đến 2 tháng 11 năm 1924. Giải đấu có 5 đội tuyển tham gia, đấu vòng tròn tính điểm để chọn ra nhà vô địch. Đương kim vô địch Uruguay giành chức vô địch lần thứ năm sau khi vượt qua Argentina ở lượt trận đấu cuối.

## Địa điểm
| Montevideo                         |
| ---------------------------------- |
| Sân vận động Trung tâm Gran Parque |
| Sức chứa: 20.000                   |
|                                    |

## Kết quả
| Đội       | Pld | W | D | L | GF | GA | GD | Pts |
| --------- | --- | - | - | - | -- | -- | -- | --- |
| Uruguay   | 3   | 2 | 1 | 0 | 8  | 1  | +7 | 5   |
| Argentina | 3   | 1 | 2 | 0 | 2  | 0  | +2 | 4   |
| Paraguay  | 3   | 1 | 1 | 1 | 4  | 4  | 0  | 3   |
| Chile     | 3   | 0 | 0 | 3 | 1  | 10 | −9 | 0   |

## Trận đấu
| Argentina | 0–0 | Paraguay |
| --------- | --- | -------- |
|           |     |          |

| Uruguay                                          | 5–0 | Chile |
| ------------------------------------------------ | --- | ----- |
| Petrone 40', 53', 88' · Zingone 73' · Romano 78' |     |       |

| Argentina             | 2–0 | Chile |
| --------------------- | --- | ----- |
| Sosa 5' · Loyarte 78' |     |       |

| Uruguay                            | 3–1 | Paraguay        |
| ---------------------------------- | --- | --------------- |
| Petrone 28' · Romano 37' · Cea 53' |     | Urbita Sosa 77' |

| Paraguay                      | 3–1 | Chile             |
| ----------------------------- | --- | ----------------- |
| González 15', 52' · López 33' |     | David Arellano 6' |

| Uruguay | 0–0 | Argentina |
| ------- | --- | --------- |
|         |     |           |

## Danh sách cầu thủ ghi bàn
4 bàn
- Pedro Petrone

2 bàn
| - Ildefonso López | - Gerardo Rivas | - Angel Romano |

1 bàn
| - Gabino Sosa - Juan Loyarte | - David Arellano - José Cea | - Pedrio Zingone |